# リフエ

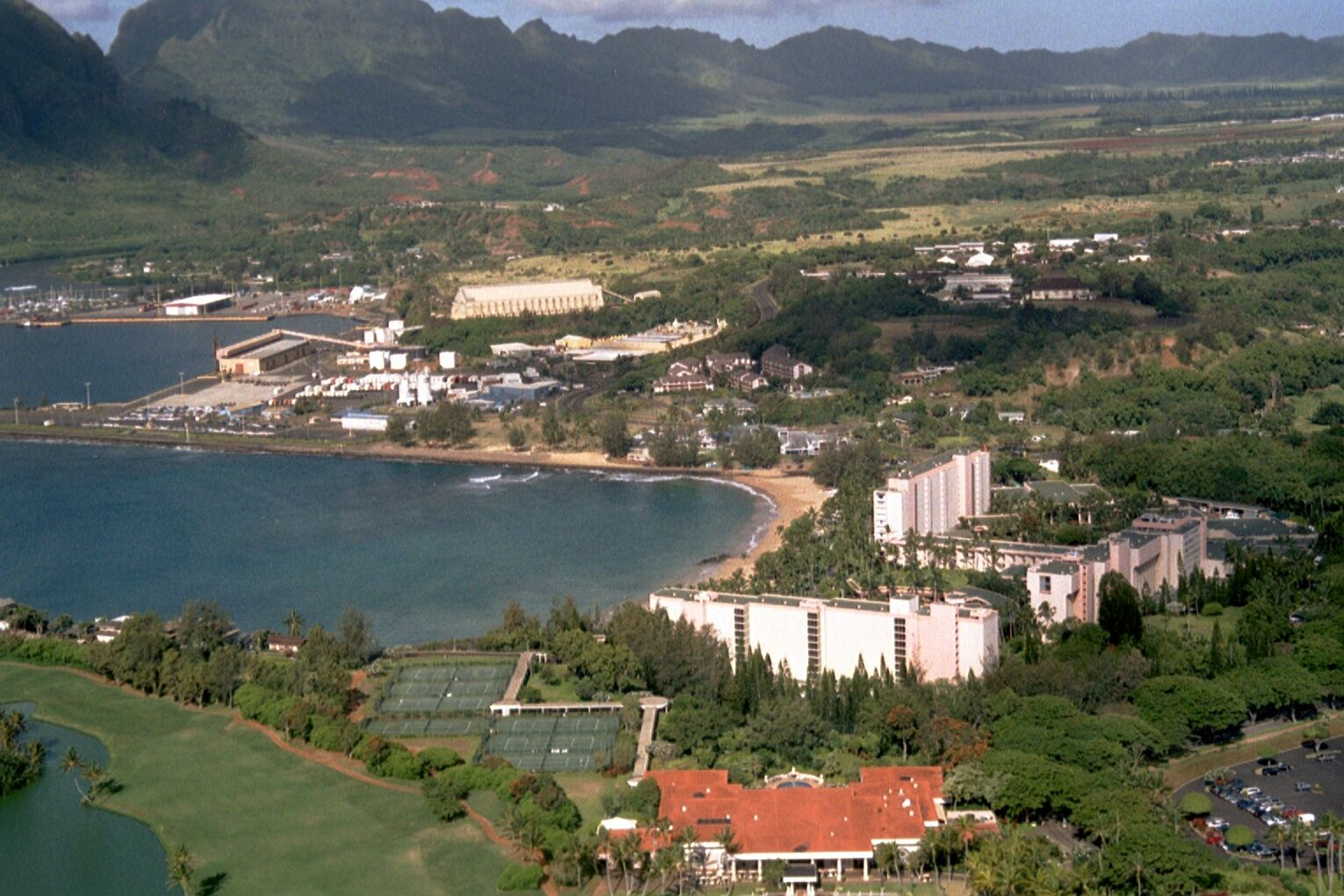
リフエ空撮

リフエ（Lihue）はアメリカ合衆国ハワイ州カウアイ郡の町。

## 概要

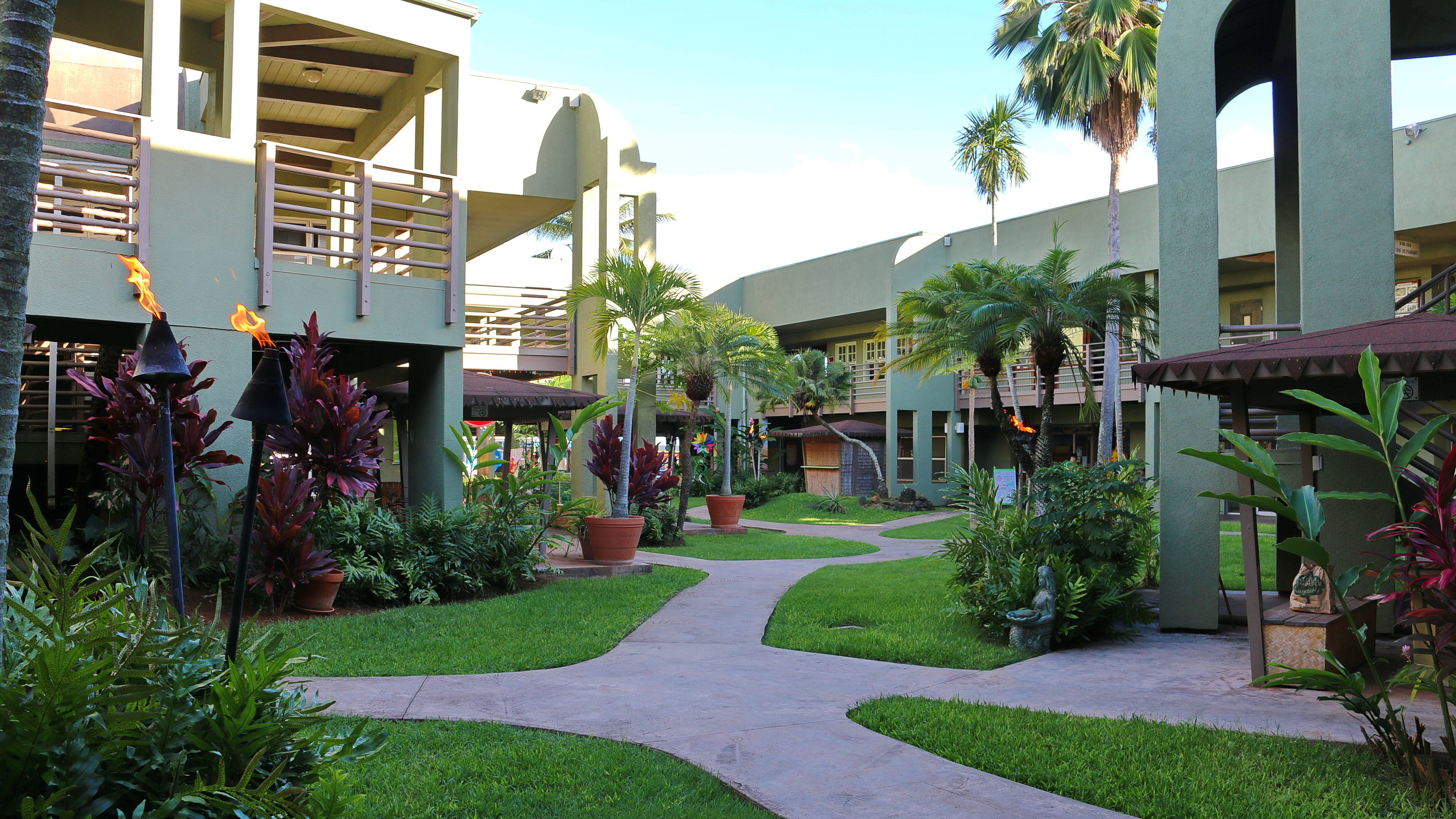
ダウンタウン

リフエ

カウアイ島東部に位置する町で、カウアイ郡行政の中心として機能する。人口は約6500人程度だが、周辺含めると約12,000人。ダウンタウンに隣接してリフエ空港が立地している。市内交通の中心は自家用車であり、朝夕は道路渋滞が発生する。

## 歴史

### 沿革
19世紀
- 1840年代、製糖産業を中心に発展した町で、リフエ砂糖会社跡など、かつてのプランテーション時代の面影を色濃く残す。
- 1850年にドイツ人によって設立されたリフエ・プランテーションはカウアイで最も成功した製糖会社で、この影響からリフエ・ルター派教会など、ドイツ文化の痕跡が町に見られる。

20世紀
- 1924年、リフエの図書館として建てられたウィルコックスミュージアムは現在は博物館として機能し、600万年前からのハワイの様々な歴史遺物や資料が展示されている。